# 10882 Shinonaga
10882 Shinonaga (1996 VG5) là một tiểu hành tinh vành đai chính được phát hiện ngày 3 tháng 11 năm 1996 bởi K. Endate và K. Watanabe ở Kitami. Nó được đặt tên cho Kouji Shinonaga.